# Klemen
Klemen ist als eine slowenische Form von Clemens ein slowenischer männlicher Vorname sowie Familienname.

## Namensträger

### Vorname
- Klemen Bauer (* 1986), slowenischer Biathlet
- Klemen Lauseger (* 1982), slowenischer Biathlet
- Klemen Lavrič (* 1981), slowenischer Fußballspieler
- Klemen Pretnar (* 1986), slowenischer Eishockeyspieler
- Klemen Slakonja (* 1985), slowenischer Schauspieler

### Familienname
- Ingo Klemen (* 1986), österreichischer Fußballspieler
- Klemen Klemen (* 1977), slowenischer Rapper